# Estación Pillanlelbún
Pillanlelbún es una estación ferroviaria inaugurada el 1 de enero de 1893, ubicada en la comuna chilena de Lautaro, en la Región de la Araucanía, que es parte del Longitudinal Sur. Actualmente presta servicios como parada para pasajeros del Tren Victoria-Temuco.

## Historia

### sigloXIX
Con la extensión del ferrocarril desde la ciudad de Santiago hacia el sur, el gobierno del presidente José Manuel Balmaceda planifica la extensión del ferrocarril desde la localidad de Victoria —donde el ferrocarril ya había llegado en 1890— hasta la ciudad de Osorno —que ya tenía en obras un ferrocarril que la conectase con la ciudad de Valdivia—, donde se contrató a la North and South American Company para encargarse de la construcción. Una sección de estas obras, de Victoria hasta el río Toltén, fue subdivida para realizar los trabajos desde Victoria hasta Temuco. Los trabajos de construcción de este tramo del Longitudinal Sur ya había comenzado para inicios de 1889; sin embargo, en junio de 1890 la North and South American Company se declara en bancarrota, por lo que el gobierno asume los trabajos de construcción que demandan la reorganización de todo el proyecto, que delega las obras en su totalidad a la empresa Albarracín y Urrutia. Los trabajos son designados en julio, siendo dividido el tramo de Victoria a Temuco en tres partes: Victoria-río Perquenco, río Perquenco-Curaco y Curaco-Temuco. Esta última sección quedó a cargo del ingeniero M. Mayaud, sin embargo en septiembre del mismo año fue reemplazado por Evaristo Sainte-Anne.
Sin embargo, guerra civil de 1891 ocurrida en chile provoca que los trabajos de construcción fueran paralizados en abril de ese año, pero en octubre son reasignados en su totalidad. Para enero de 1892 Los trabajos siguen asignados a la empresa Albarracín y Urrutia, y la construcción de las vías desde Perquenco a Temuco es delegada a Gustave Verniory, equivalente a unos 45 km de vías. Para el 10 de noviembre de 1892 quedaban por hacer importantes faenas en la zona de la estación. El tramo Victoria-Temuco ―junto con esta estación― es inaugurado el 1 de enero de 1893, de hecho ninguna de las estaciones se encontraba finalizada para esa fecha —excepto la estación Quillem—.

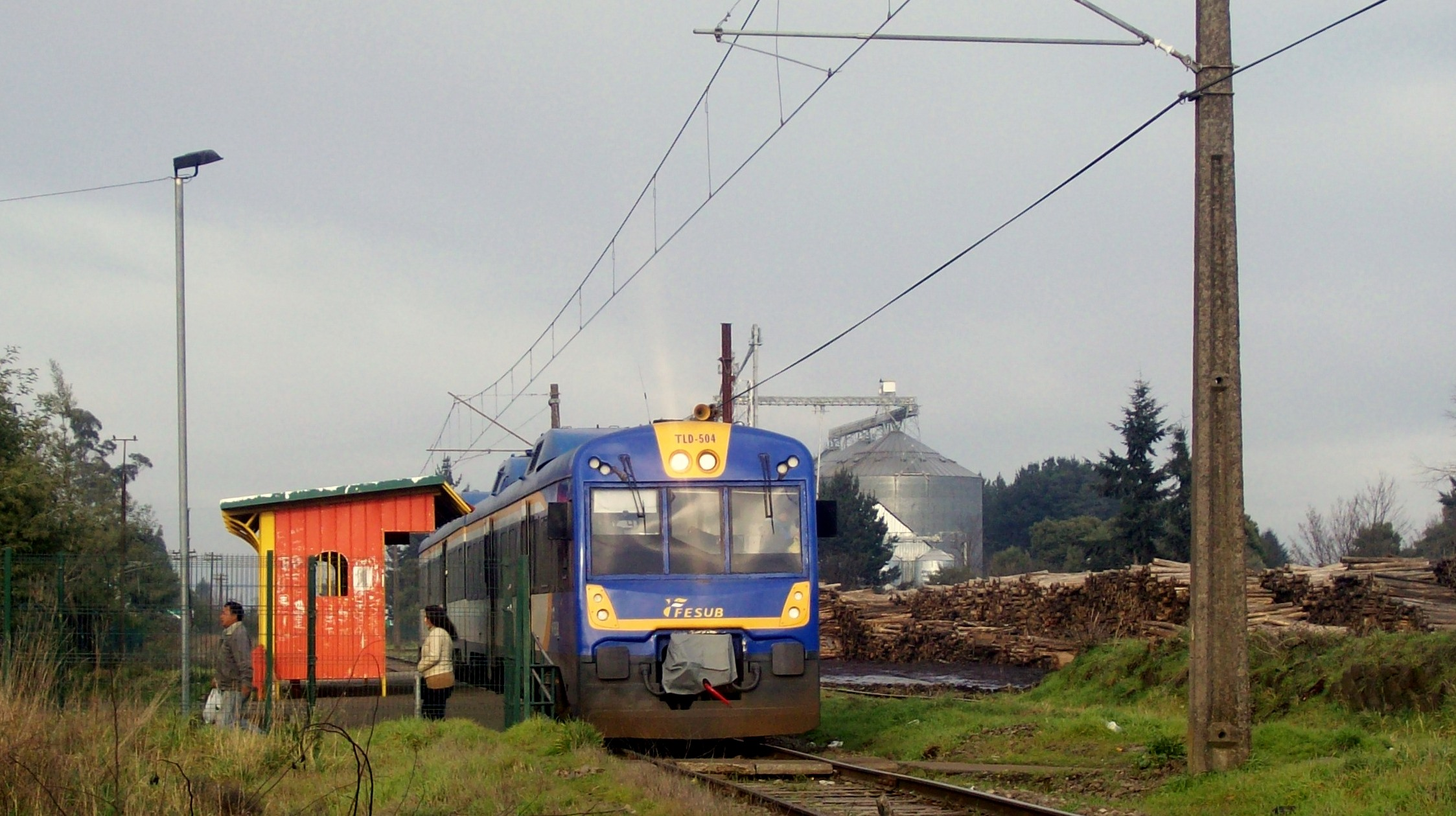
Paradero antes de su remodelación en 2022 (2011).

Los trabajos de la construcción de varios de los edificios de la estación son adjudicados en febrero de 1894 a Verniory. Para esa misma fecha la estación ya prestaba servicios a pasajeros. En noviembre de ese año los cimientos para los edificios de la estación están terminados, para mediados de diciembre las construcciones están techadas, la obra fina ―puertas, quincallería, pintura y asfalto― son hechas también durante este periodo. El 31 de diciembre de 1893 las obras son completadas y entregadas al gobierno. El tramo del ferrocarril Victoria-Temuco —y esta estación— son traspasado a la Empresa de los Ferrocarriles del Estado en mayo de 1895.

### sigloXXI
El 14 de septiembre de 2008 se inauguró el paradero Pillanlelbún de los servicios Victoria-Temuco, sobre los restos de la antigua estación.[cita requerida] Durante la segunda semana de marzo de 2022 la estación fue inaugurada luego de un periodo de reconstrucción, aumentando la altura del andén y colocando un nuevo paradero.

### Páginas
1. ↑  Verniory, 2001, p. 254.
2. ↑  Verniory, 2001, p. 257-258.
3. ↑  Verniory, 2001, p. 282.
4. ↑  Verniory, 2001, p. 314.
5. ↑  Verniory, 2001, p. 309.
6. 1 2  Verniory, 2001, p. 331.